# Ahmat MB
 (octobre 2024).
Pour les articles homonymes, voir MB.
Ahmat MB, de son vrai nom  Ahmat Mahamat Saleh est un auteur, interprète rappeur compositeur tchadien,,.

## Discographie

### Singles
- Djido hana N’Djamcity
- Bardjal[5]
- Tchad Biga Djanna
- Mashakil